# Samsung Omnia Series
Dòng Omnia series là dòng điện thoại di động sản xuất bởi Samsung Electronics. Bao gồm chủ yếu là điện thoại đa phương tiện và điện thoại thông minh, thiết bị Omnia chạy hệ điều hành Windows Mobile 6.5, hoặc Windows Phone 7 của Microsoft.
Samsung Omnia M là điện thoại Omnia cuối cùng của Samsung trước khi họ thay thế bằng Ativ vào mùa Thu 2012.

## Danh sách thiết bị Omnia

### Windows Mobile 6.5
- Omnia I (i900) và Omnia I (i910) (phiên bản Mỹ) chạy Windows Mobile 6.1 Professional
- Omnia II (i8000) là bản nâng cấp từ Omnia. HSDPA Omnia II chạy Windows Mobile 6.1 hoặc 6.5 Professional, TouchWiz 2.0 UI, màn hình 3,7-inch AMOLED, máy ảnh 5-megapixel, AGPS, bộ nhớ ngoài lên đến 32 GB thông qua microSD, Wi-Fi và phát hành vào tháng 12 năm 2009.
- Omnia Lite (B7300) có những tính năng đa phương tiện và giao diện người dùng dễ sử dụng. HSDPA Omnia LITE chạy Windows Mobile 6.5 Professional, TouchWiz 2.0 UI, màn hình 3-inch WQVGA, máy nghe nhạc đa phương tiện "3D", máy ảnh 3-megapixel, AGPS, Wi-Fi, và bộ nhớ ngoài lên đến 32 GB thông qua microSD.
- Omnia Pro (B7610) cung cấp bàn phím cảm ứng/QWERTY. Với chế độ là việc riêng cho "Công việc" và "Trang chủ" HSDPA OmniaPRO chạy Windows Mobile 6.5 Professional, màn hình 3,5-inch AMOLED, máy ảnh 5-megapixel, AGPS, bộ nhớ ngoài lên đến 32 GB thông qua microSD, và Wi-Fi.
- Omnia Pro (B7320)
- Omnia Pro (B7330) có bàn phím QWERTY. Với bàn phím QWERTY đầy đủ, HSDPA OmniaPRO chạy Windows Mobile 6.5 Standard, màn hình 2,62-inch, máy ảnh 3.2-megapixel, AGPS, bộ nhớ ngoài lên đến 32 GB thông qua microSD, và Wi-Fi.[3]

### Windows Phone
- Omnia 7 (phát hành như Samsung Focus Flash ở Mỹ)[1]
- Omnia W[4][5] là điện thoại thông minh thứ hai của dòng Omnia series Windows Phone từ Samsung.
- Omnia M[6]

## Liên kết
- Review Samsung Omnia M Lưu trữ ngày 16 tháng 6 năm 2012 tại Wayback Machine